# Instituto del Pacífico para las Ciencias Matemáticas
El Instituto del Pacífico para las Ciencias Matemáticas (PIMS) fue creado en 1996 por universidades del oeste de Canadá y el noroeste de los Estados Unidos para promover la investigación en todas las áreas de las ciencias matemáticas . Capacita estudianres de posgrado e investigadores postdoctorales y organiza eventos internacionales y locales hasta "grupos de investigación colaborativa (CRG)".  Su programa de extensión educativa se enfoca en promover las ciencias matemáticas en cualquier nivel, con especial atención en los niveles primario y secundario ( K-12 ).

## Estructura
El PIMS es de estructura distribuida con oficinas centrales dentro el campus de la Universidad de Columbia Británica . Los miembros del instituto son:
- 10 miembros de pleno derecho: Universidad de Columbia Británica, Universidad de Calgary, Universidad de Alberta, Universidad de Regina, Universidad de Victoria, Universidad de Saskatchewan, Universidad Simon Fraser, Universidad de Washington, Universidad de Lethbridge y Universidad de Manitoba .
- 4 miembros afiliados: Universidad de Portland, Universidad del Norte de Columbia Británica, Universidad de Athabasca y Universidad de las Primeras Naciones de Canadá .

El PIMS está financiado por NSERC y  los gobiernos provinciales. En 2007, el instituto se volvió una Unidad Mixta Internacional del CNRS francés.  
Directores: 
- Nassif Ghoussoub (1995–2003)
- Ivar Ekeland (2003–2008)
- Alejandro Adem (2008–2015)
- Martin Barlow (2015–2016)
- James Colliander (2016–2021)
- Jayadev Athreya (2021–2022)
- Özgür Yılmaz (2022-2027).

## Programa de investigación
El trabajo de investigación en PIMS contiene tanto la organización de eventos como el apoyo al personal. Los investigadores de grados postdoctorales, visitantes y estudiantes de posgrado apoyados se alojan dento de la red de PIMS durante la duración de su estadía. Los programas incluyen conferencias individuales, series de seminarios y reuniones científicas. Un panel de revisión científica internacional está encargado de evaluar las solicitudes de eventos y decide sobre los programas científicos. Los proyectos de largo plazo reciben apoyo como Grupos de Investigación Colaborativa e incluirán una serie de actividades como escuelas de verano y talleres, además de becarios postdoctorales. El Instiituto  apoya al Centro Internacional de Formación de Graduados (IGTC) centrado en la biología matemática.

## Educación y divulgación
El trrabajo del Instituto interviene todos los niveles de educación matemática desde la escuela primaria. En Columbia Británica, PIMS tiene a su cargo la organización del Concurso de Matemáticas Elementales (Elmacon)  una competencia anual abierta a los grados 5, 6 y 7. El evento Math Mania,  dirigido a estudiantes de secundaria, donde se utilizan juegos interactivos y demostraciones para presentarles conceptos matemáticos. El PIMS también organiza talleres y conferencias para docentes en  zonas rurales un ejemplo es la conferencia anual 'Cambiando la cultura'   que reúne a profesores y educadores para discutir avances relacionados con la educación matemática. Pensando  estudiantes aborígenes y de las Primeras Naciones  el PIMS incluye programas y recursos específicos para BC y Saskatchewan, dirigidos a proporcionar mayores oportunidades de aprendizaje, por ejemplo, el sitio web Aboriginal Perspectives publicado en 2009.

### mathtube.org
Lanzado en octubre de 2011, el sitio multimedia, mathtube.org  incluye videos, diapositivas y notas de conferencias realizadas por el PIMS en la última década, así como eventos recientes. El contenido incluye el trabao de oradores como Edward Witten, Ram Murty, Dusa McDuff y George Papanicolaou,  y se recibe actualizaciones periódicamente.